# Светлана Феофанова
Светлана Феофанова (рус. Светлана Евгеньевна Феофанова; Москва 16. јули 1980) бивша је руска атлетичарка чија је специјалност дисциплина скока мотком.
Светлана је почела да се бави спортом са 7 година. У почетку је била гимнастичарка и успела је да постане чланицом Гимнастичке репрезентације Русије. На Олимпијским играма 1996. у Атланти била је резерва у екипи која је освојила сребрну медаљу. 
После се престала бавити гимнастиком и прешла је на атлетику. Њен први успешан наступ на светској сцени био је на Светском првенству 2001. у Едмонтону када је освојила друго место, а већ на следећем првенству у Паризу 2003. је била победник. Наступила је и на првенствима у Осаки 2007. и Тегуу 2011, где је оба пута са висином од 4,75 освојила бронзану медаљу.
На Олимпијским играма 2004. освојила је сребрну медаљу иза своје земљакиње Јелена Исинбајеве, а 2008. у Пекингу осваја бронзу.
Феофанова је освајала медаље на светским и европским првенствима, а светске и европске рекорде је обарала 18 пута. Светски рекорд на отвореном обарала је једном, у дворани 9 пута, а европски на отвореном 8 пута. 
Занимљив је податак да је Феофанова све медаље освојене на олимпијским играма (2), и на светским првенствима на отвореном (3) освојила са истим резултатом 4,75.

## Рекорди које је поставила током каријере
Светски рекорд на отвореном
- 4,88 Хераклион 4. јули, 2004 ЛР

Светски рекорди у дворани
- 4,71 Штутгарт 3. фебруар 2002
- 4,72 Стокхолм 6. фебруар 2002
- 4,73 Гент 10. фебруар 2002
- 4,74 Лијевен 24. фебруар 2002
- 4,75 Беч 3. март 2002
- 4,76 Глазгов 2. фебруар 2003
- 4,77 Бирмингем 21. фебруар 2003
- 4,80 Бирмингем 16. март 2003
- 4,85 Атина 22. фебруар 2004

Европски рекорди на отвореном
- 4,57 Атина 11. јуни, 2001
- 4,60 Бремен 23. јуни, 2001
- 4.62 Ница 9. јули, 2001
- 4,70 Тула 14. јули, 2001
- 4,70 Едмонтон 6. август 2001
- 4,75 Едмонтон 6. август 2001
- 4,76 Лил 16. јуни, 2002
- 4,78 Стокхолм 16. јули, 2002